# Đáp Cầu
Đáp Cầu est une subdivision (phường) du Viêt Nam. Elle est située dans la province de Bắc Ninh, région du Delta du fleuve Rouge.